# Рецидив (фільм)
«Рецидив» (англ. Repossessed) — американська кінокомедія 1990 року за участі відомого коміка Леслі Нільсена, знята в жанрі кінопародії.

## Сюжет
Виступаючи перед студентами, святий отець Джидайдай Мейяй розповідає їм історію, яка трапилась в 1973 році, коли йому вдалось вигнати диявола, що вселився в тіло 13-річної дівчинки Ненсі. З того часу пройшло 17 років…
Несподівано до Мейяю приходить молодий священик Люк з проханням ще раз провідати Ненсі, в яку знову вселився злий дух. Двоє дітей цієї жінки сперечаються між собою, чи дійсно диявол сидить всередині матері чи у неї звичайний клімакс…

## В ролях
- Лінда Блер — Ненсі Алгет
- Нед Бітті — Ернест Веллер
- Леслі Нільсен — отець Джебедія Майї
- Ентоні Старк — отець Люк Брофі

## Цікаві факти
- Касові збори в США — 1,4 млн доларів
- Лінда Блер, яка зіграла головну роль одержимої дияволом дівчинки у фільмі 1973 року «Той, що виганяє диявола», зіграла таку ж роль і в цій пародії.
- Фільм є пародією на наступні фільми: «Чарівник країни Оз» (1939), «Той, що виганяє диявола» (1973), «Роккі» (1976), «Зоряні війни. Епізод IV. Нова надія» (1977), «Полтергейст» (1982), «Рембо 2» (1985), «Рембо 3» (1988), «Бетмен» (1989). Окрім цього, Леслі Нільсен у фільмі пародіює Граучо Маркса, Сильвестра Сталлоне, Біллі Айдола, Майкла Джексона та Елтона Джона.
- Багато сцен з «Рецидива» пізніше були задіяні у фільмі Кенена Айворі Вайнса «Дуже страшне кіно 2».